# Schweizer Parlamentswahlen 1928/Resultate Nationalratswahlen
Die Nationalratswahlen der 28. Legislaturperiode fanden am 28. Oktober 1928 statt. Auf dieser Seite findet sich eine Übersicht über die Resultate in den Kantonen (Parteien, Stimmen, Wähleranteil, Sitze, Gewählte).